# Sinfonia n.º 6 (Beethoven)
A sinfonia nº 6 em Fá Maior, opus 68 de Ludwig van Beethoven, também chamada Sinfonia Pastoral, é uma obra musical precursora da música programática. Esta sinfonia foi completada em 1808 e teve a sua primeira apresentação no "Theater an der Wien" em 22 de dezembro de 18081.
Dividida em cinco movimentos, tem por propósito descrever a sensação experimentada nos ambientes rurais. Beethoven insistia que essas obras não deveriam ser interpretadas como um "quadro sonoro", mas como uma expressão de sentimentos. É uma das mais conhecidas obras da fase romântica de Beethoven.

## Movimentos
1. Allegro ma non troppo (em forma-sonata) - "Despertar de sentimentos alegres diante da chegada ao campo"
2. Andante molto mosso - "Cena à beira de um regato"
3. Allegro - "Dança campestre"
4. Allegro - "A tempestade"
5. Allegretto - "Hino de ação de graças dos pastores, após a tempestade"

## Instrumentação
A orquestra descrita para a peça compõe-se dos seguintes instrumentos:
| Família   | Instrumentos |
| --------- | --- |
| Madeiras  | - piccolo (apenas 4º mov.) - 2 flautas - 2 oboés - 2 clarinetes em si bemol - 2 fagotes                                                 |
| Metais    | - 2 trompas em fá e si bemol - 2 trompetes em dó e mi bemol (apenas 3º, 4º e 5º mov.) - 2 trombones (alto e tenor, apenas 4º e 5º mov.) |
| Percussão | - tímpanos (apenas 4º mov.) |
| Cordas    | - violinos (I) - violinos (II) - violas - violoncelos - contrabaixos                                                                    |